# Tropidia flavimana
Tropidia flavimana är en tvåvingeart som beskrevs av Philippi 1865. Tropidia flavimana ingår i släktet eldblomflugor, och familjen blomflugor. Inga underarter finns listade i Catalogue of Life.